# Proutiana cacoctenes
Proutiana cacoctenes là một loài bướm đêm trong họ Geometridae.